# Oskar Pusch (Genealoge)
Oskar Pusch (* 8. April 1902 in Breslau, Provinz Schlesien; † 15. Februar 1992 in Bad Bodendorf, Landkreis Ahrweiler, Rheinland-Pfalz) war ein deutscher Finanzbeamter, bekannter Genealoge und Autor.

## Leben

### Finanzbeamter
Der studierte Wirtschaftswissenschaftler war von 1926 bis mindestens 1932 als Finanzbeamter (Regierungsrat) der Reichsfinanzverwaltung zunächst in seiner Heimatstadt Breslau, vor 1938 aber in Berlin tätig. Als Soldat nahm er am Zweiten Weltkrieg teil, u. a. im Januar 1942 vor Leningrad, während seine Familie im Sudetenland evakuiert war.
Nach dem Krieg kam er nach Westfalen, lebte in Oberhausen-Osterfeld und leitete in den Jahren 1956–1967 das Finanzamt Oberhausen-Nord. Seinen Lebensabend verbrachte er nach dem Tod seiner Ehefrau Charlotte geb. Renner († 1978) in Bad Bodendorf an der Ahr. Das Paar hatte fünf Kinder.

### Genealoge
Pusch widmete sich schon seit seiner Jugend als gebürtiger Schlesier der schlesischen Familien- und Heimatforschung und ist auf diesem Gebiet als Spezialist anerkannt. 1952 gehörte er zu den Gründungsmitgliedern der Arbeitsgemeinschaft ostdeutscher Familienforscher, in der sich ehemalige schlesische Familienforscher um Curt Liebich zusammengeschlossen hatten. Von 1952 bis 1958 engagierte er sich als Kassenwart im Vorstand. Er veröffentlichte seit 1957 unzählige Aufsätze und Bücher und war als Vortragender gefragt. Anfang der 1960er Jahre übernahm er die ehrenamtliche Leitung der „Studienstelle für schlesische und sächsische Familienforschung“ in der „Ostdeutschen Forschungsstelle im Land Nordrhein-Westfalen“.
Seine persönliche Vorliebe innerhalb seiner Forschungsarbeit galt schlesischen und sächsischen Adelsfamilien ebenso wie den Breslauer Ratsfamilien. Deshalb ist auch seine wichtigste und meistzitierte Veröffentlichung das fünfbändige Werk „Die Breslauer Rats- und Stadtgeschlechter in der Zeit von 1241 bis 1741“. Die Fülle des darin veröffentlichten biografischen Datenmaterials enthält allerdings auch Fehler.
Pusch war zunächst 2. Vorsitzender der „Gesellschaft für ostmitteleuropäische Landeskunde und Kultur e. V.“, Trägerin der „Forschungsstelle Ostmitteleuropa“ an der Universität Dortmund, ab November 1978 deren 1. Vorsitzender.
Bei seinem Tod hinterließ Pusch genealogisches Archivmaterial von 80.000 Blatt in 120 Ordnern, Zehntausende einzelner Karteikarten, tausende Briefe aus zwei Jahrhunderten, Porträts und Bilder.

## Auszeichnungen
1982 wurde Pusch zum Ehrenmitglied der Arbeitsgemeinschaft ostdeutscher Familienforscher ernannt.

## Veröffentlichungen (Auswahl)
Von seinen zahlreichen Publikationen in genealogischen und heimatkundlichen Fachzeitschriften oder als Bücher – nach Puschs eigener Aussage waren dies schon bis zum Jahr 1981 genau „7.037 Seiten, 738 Abbildungen, 47 Wappen, 29 Kartenskizzen, 82 Ahnentafeln, 122 Stammtafeln, 15 Nachfahrentafeln“ – verdienen folgende Publikationen besondere Erwähnung:
- Das schlesische uradelige Geschlecht von Poser, insonderheit von Poser und Groß Naedlitz, Verlag Degener & Co., Neustadt a. d. Aisch 1957, sowie: Das Geschlecht von Poser und Gross-Naedlitz, Ostdeutsche Forschungsstelle im Lande Nordrhein-Westfalen, Dortmund 1968, und anderes über die Familie von Poser
- Das Bergmannsgeschlecht Pistorius aus Langenau/Sachsen, Selbstverlag, Oberhausen 1960
- Das Geschlecht Duncker aus Sternberg/Mecklenburg unter besonderer Berücksichtigung der preußischen Familie v. Dunker und der finnischen Familie Duncker, Selbstverlag, Oberhausen 1961
- Geschichte der schlesischen Familie Migula, Selbstverlag, Oberhausen 1961
- Die Pfarrer- und Zeitungsfamilie Gross aus dem Markgrafentum Ansbach-Bayreuth, Selbstverlag, Oberhausen 1964
- Das schlesische Tuchmachergeschlecht Renner und seine Versippung, Ostdeutsche Forschungsstelle im Lande Nordrhein-Westfalen, Dortmund 1967
- Das Herkommen des schlesischen Dichters Carl von Holtei. In: Schlesien. Vierteljahresschrift für Kunst, Wissenschaft und Volkstum. Band 12, 1967, S. 216–221.
- Lebenserinnerungen des Kgl. preuß. Generalleutnants Friedrich Wilhelm von Dunker. Zum 100. Todestag am 18.11.1968, Selbstverlag, Oberhausen 1968
- Von Below, Ein deutsches Geschlecht aus dem Ostseeraum, Forschungsstelle Ostmitteleuropa an der Universität Dortmund, Reihe Nr. 27, Dortmund 1974
- Arnold Ulitz –  Sein Schaffen als Dichter und seine Persönlichkeit, Hrsg.: Bund der Vertriebenen, Bonn 1981
- Mein historisch-genealogisches Privatarchiv (Bibliothek familiengeschichtlicher Quellen, Bd. 27), Verlag Degener & Co., Neustadt a. d. Aisch 1982, ISBN 3-7686-4095-7
- Die Breslauer Rats- und Stadtgeschlechter in der Zeit von 1241 bis 1741 (Veröffentlichung der Forschungsstelle Ostmitteleuropa an der Universität Dortmund, Reihe B), 5 Bände, Dortmund 1986–1991:
  - Band 1 (A–F) 1986, ISBN 3-923293-16-X, PDF;
  - Band 2 (G–K) 1987, ISBN 3-923293-20-8, PDF;
  - Band 3 (L–R) 1988, ISBN 3-923293-25-9, PDF;
  - Band 4 (S–U) 1990, ISBN 3-923293-26-7, PDF;
  - Band 5 (V–Z) 1991, ISBN 3-923293-31-3, PDF

- Literatur von und über Oskar Pusch im Katalog der Deutschen Nationalbibliothek
- Literaturliste im Online-Katalog der Staatsbibliothek zu Berlin
- Walter Stanke: O. Pusch, Genealoge aus Leidenschaft, in: Wochenzeitschrift „Ost-West-Kurier“ vom 26. April 1969